# Angelica Palli
Angelica Palli (Livorno, 22 novembre 1798 – Livorno, 6 marzo 1875) è stata una scrittrice e patriota italiana.

## Biografia
Angelica Palli nacque a Livorno il 22 novembre 1798 nella casa di via della Madonna da genitori greci: Dorotea, la madre e Panajottis, il padre, che, non ancora ventenne aveva lasciato la sua città (Ioannina) per trasferirsi a Livorno, città portuale in grande fermento, per intraprendere un'attività commerciale. La madre Dorotea Di Giorgio era lacedemone. Di famiglia agiata, studiò con maestri molto noti nell'ambiente livornese come il De Coureil, e iniziò a improvvisare versi fino dall'adolescenza.
Nel 1814 scriveva la sua prima tragedia, Tieste, nel 1819 divenne membro dell'Accademia Labronica, assumendo il nome di Zelmira, e continuò a organizzare riunioni letterarie nel salotto della sua casa. Quando poi i greci iniziarono la lotta contro il dominio ottomano la Palli concentrò il suo interesse sui problemi del suo popolo di origine, trasformando il suo salotto letterario in un centro di raccolta di denaro e soccorsi.
Nel 1824 la scrittrice, unica donna a essere ammessa al Gabinetto scientifico-letterario, fu ospite a Parigi di Giovan Pietro Vieusseux che la invitò a collaborare all'Antologia, ma la Palli, non sentendosi in grado di sostenere la collaborazione richiesta, non accettò la proposta.
Nel 1831 sposò Gian Paolo Bartolomei, nobile di origine còrsa e patriota, da cui la dividevano 12 anni di età ed ebbe il doppio cognome Angelica Palli Bartolomei, nel 1832, a Corfù, nacque il figlio Lucianino. In quegli anni Angelica Palli scrisse soprattutto prose e novelle di ispirazione sociale e pedagogica, si orientò verso la letteratura civile e iniziò a collaborare a giornali e strenne moderate, quali soprattutto La Viola del Pensiero di Silvio Giannini.
Negli anni immediatamente precedenti alla prima guerra d'indipendenza scrisse versi, rimasti per lo più inediti, e racconti storico sentimentali che raccolse poi in un unico volumetto intitolato Racconti.
Intensa fu la sua attività politica: nel 1847 si occupò dell'organizzazione delle milizie volontarie toscane e, l'anno successivo, prese a collaborare al giornale fiorentino La Patria inviando le notizie che le giungevano dal campo.
Raggiunti il marito e il figlio in Lombardia per la precarietà della situazione, nel 1849 tornò a Livorno e si ritirò in campagna; qui, nel 1851, scrisse i Discorsi di una donna alle giovani maritate del suo paese, in cui dimostra la necessità dell'educazione femminile e rivaluta il ruolo della donna nell'ambito della famiglia e della società.

### Periodo torinese e ritorno a Livorno
Nel 1853, rimasta vedova e in modeste condizioni economiche, decise di partire per Torino dove riprese a dedicarsi ampiamente alle lettere. Nel 1855 furono pubblicate Le confessioni di un còrso, l'anno successivo scrisse Cenni sopra Livorno e i suoi contorni, in cui descrive la sua città fornendo cenni storici e culturali. Sempre durante il soggiorno torinese prese a collaborare al giornale livornese L'Euterpe, settimanale artistico, letterale e teatrale; nel 1857 decise di tornare a Livorno dove visse dando lezioni private.
Il primo gennaio 1859 iniziò, e proseguì poi fino alla proclamazione del Regno d'Italia, la pubblicazione del settimanale Il Romito, nel quale accanto alle notizie di carattere artistico-letterario si affiancava un repertorio politico di chiaro orientamento filo-piemontese e filo-cavouriano.
Intorno al 1864 compose il dramma lirico Corinna, nel '68 le novelle Ulrico e Elfrida e Il gobbo di Santa Fiora. Nell'ultimo decennio della sua vita si occupò prevalentemente dei problemi didattico-pedagogici, con particolare attenzione a quelli relativi all'istruzione femminile.
Dal '72 al '75 scrisse Componimenti drammatici, in cui si descrive la vita di Dante alla corte scaligera, Lello, che narra in 5 atti le vicende di un cavaliere del '700 e la novella Spiro.
Angelica Palli morì a Livorno il 6 marzo 1875.

## Opere
(elenco parziale)
- Saffo (1823)
- Poesie (1824)
- Buondelmonte Buondelmonti (1828)
- Euphrosine (1829)
- Ruggieri degli Ubaldini (1851)
- Corinna (1864)